# ARMS (Computerspiel)
ARMS ist ein Fighting-Videospiel von Nintendo. Das Spiel erschien am 16. Juni 2017 für die Nintendo Switch. Es erhielt überwiegend gute Kritiken und konnte sich innerhalb von zwei Wochen bereits über eine Million Mal verkaufen.

## Gameplay
ARMS ist ein 3-D Kampfspiel, in dem sich bis zu 4 Spieler in verschiedenen Stadien bekämpfen. Besonders an ARMS sind die dehnbaren Arme der Kämpfer, mit denen man auch weit entfernte Gegner treffen kann.
Das Spiel enthält 15 verschiedene spielbare Charaktere, die über einzigartige Fähigkeiten verfügen. Einige Charaktere sind erst nach Veröffentlichung durch Downloaderweiterungen hinzugekommen. Jeder Arm eines Kämpfers hat verschiedene Fähigkeiten und kann ausgetauscht und beliebig mit anderen Armen kombiniert werden.
In ARMS kämpft man mit bis zu 4 Spielern in Teams oder Jeder gegen Jeden. Das Spiel verfügt über verschiedene „Minispiel-Modi“ wie Basketball oder Volleyball. Im Online-Modus kann man in zufällig ausgewählten Modi online gegen andere Spieler spielen. Im Grand-Prix-Modus spielt man alleine in verschiedenen Schwierigkeitsgraden gegen die anderen Charaktere.

## Entwicklung
ARMS wurde von Nintendo Entertainment Planning & Development, kurz EPD, für die Nintendo Switch entwickelt.
Im Anfangsstadium der Entwicklung von ARMS wurde auch mit bekannten Figuren aus Nintendo-Spielemarken experimentiert. Da die verlängerbaren Arme, die eine wichtige Grundidee des Spiels sind, nicht zu Figuren, wie Mario und Link passen, wurde entschieden, stattdessen komplett neue Charaktere zu entwerfen.
Das Spiel wurde das erste Mal im Ankündigungstrailer der Nintendo Switch gezeigt. Es wurde jedoch erst auf der Nintendo-Switch-Präsentation am 13. Januar 2017 offiziell angekündigt und betitelt. Am 12. April 2017 wurde im Laufe einer Nintendo Direct der 16. Juni 2017 als Erscheinungsdatum genannt.
Am 17. Mai 2017 kündigte Nintendo in einem Trailer an, dass eine Vorschau des Spiels unter dem Namen „Global Testpunch“ stattfinden soll. Diese Demo war vom 26. bis zum 28. Mai und vom 2. bis zum 4. Juni 2017 zu bestimmten Uhrzeiten spielbar. Nach der Veröffentlichung des Spiels fand ein weiterer „Global Testpunch“ vom 25. bis zum 27. August 2017 statt. Eine dritte Runde des „Global Testpunch“ fand vom 31. März bis zum 3. April 2018 statt.

## Rezeption
| Deutschsprachiger Raum | Deutschsprachiger Raum |
| Publikation            | Wertung                |
| ---------------------- | ---------------------- |
| 4Players               | 75 %                   |
| PC Games               | 82 %                   |
| GamePro                | 82 %                   |
| Internationaler Raum   |                        |
| IGN                    | 8/10                   |
| Famitsu                | 33/40                  |
| GameSpot               | 7/10                   |
| Metawertungen          |                        |
| GameRankings           | 77,32 %                |
| Metacritic             | 77 %                   |

ARMS erhielt überwiegend gute Kritiken. So erreichte das Spiel auf Metacritic beispielsweise einen Metascore von 77 und auf GameRankings eine Durchschnittswertung von 77,32 %.
Gelobt wurde ARMS vor allem wegen der innovativen neuen Spielidee und dem Grafikstil. Auch die Aufteilung der Steuerung in Bewegungssteuerung und klassisch mit dem Gamepad wurde gelobt. Kritisiert wurde vor allem der geringe Inhalt. So waren zur Veröffentlichung nur 10 Charaktere und ein einziger Einzelspielermodus vorhanden.

„Das Konzept mit seiner reduzierten, aber effektiv nutzbaren Schlagmechanik sowie der farbenfrohen Kulisse geht auf – auch dank des sympathischen Figurendesigns. Arms spielt sich wie eine weiter entwickelte Variante des Klassikers Punch-Out. Mit lediglich zehn Kämpfern und letztlich nur einem vernünftigen sowie redundanten Solo-Modus werden aber zu wenige Inhalte geboten.“

„Etwas arm an Inhalt, aber spielerisch toll gelungen und wirklich sehr unterhaltsam“

„Knallbunte Boxaction allein, mit und gegen Freunde sowie den Rest der Welt. Die Gameplay-Mechaniken sind dank der Bewegungssteuerung sehr intuitiv und ich habe mich schnell reingefunden, auch nach mehrtägigen Pausen zwischen dem Spielen. Der Grand Prix ist zwar je nach Schwierigkeitsgrad anspruchsvoll und lädt zum Wiederspielen ein, ein wenig mehr Content oder gar eine Story hätte aber durchaus nicht geschadet.“

### Auszeichnungen und Bestenlisten
| Preisverleihung                     | Kategorie                    | Resultat  | Datum der Nominierung beziehungsweise Auszeichnung |
| ----------------------------------- | ---------------------------- | --------- | -------------------------------------------------- |
| The Game Awards 2017                | Bestes Kampfspiel            | Nominiert | 7. Dez. 2017                                       |
| Game Critics Awards 2017 Best of E3 | Bestes Kampfspiel 2017       | Nominiert | Juni 2017                                          |
| DICE Awards                         | Kampfspiel des Jahres        | Nominiert | 22. Feb. 2018                                      |
| NAVGTR Awards                       | Bestes originales Kampfspiel | Gewonnen  | 13. März 2018                                      |

### Verkaufszahlen
In den ersten zwei Wochen nach Veröffentlichung konnte sich ARMS über 1 Million Mal verkaufen. In Japan war das Spiel zwei Wochen lang an Platz 1 der Verkaufscharts. In der ersten Woche konnte sich das Spiel in Japan über 100.000 Mal verkaufen.
Bis zum 30. September 2018 konnte sich das Spiel 2,1 Millionen Mal verkaufen.